# تسرونی گراد
تسرونی گراد (به صربی: Crveni Grad) یک منطقهٔ مسکونی در صربستان است که در ترگوویشته واقع شده‌است. تسرونی گراد ۱۴۹ نفر جمعیت دارد.